# Marco Alverà
Marco Alverà (New York, 19 agosto 1975) è un dirigente d'azienda italiano con cittadinanza statunitense.
Marco Alverà è stato amministratore delegato di Snam da aprile 2016 ad aprile 2022. Attualmente è fondatore e amministratore delegato di Zhero and TES.

## Biografia
Marco Alverà nasce a New York il 19 agosto 1975. Laureato in Filosofia ed Economia alla London School of Economics, proviene da una nota famiglia veneziana.
Ha maturato un’esperienza di circa 20 anni nelle principali aziende energetiche italiane.
Nel 2019 è stato insignito del Premio Tiepolo.

## Carriera
Marco Alverà inizia la sua carriera a Londra lavorando per Goldman Sachs.
Nel 2000 è co-fondatore di Netesi insieme a Omniaholding, società che verrà rilevata due anni dopo da Telecom Italia per 69 milioni di euro.
Alverà nel 2002, a 27 anni, entra in ENEL come direttore della corporate strategy e membro del comitato di direzione.
Nel 2004 ricopre il ruolo di CFO in Wind Telecom e supervisiona la vendita di WIND a Orascom.
Nel 2005 inizia una carriera decennale in ENI e collabora per diversi anni con Paolo Scaroni.
Entra come direttore supply & portfolio development della divisione Gas & Power, poi nel 2008 ricopre il ruolo di executive vice president nella divisione exploration & production, nel 2010 diventa amministratore delegato di Eni Trading & Shipping, nel 2013 guida la divisione Midstream e infine viene nominato Chief Retail Market Gas & Power Officer.
Il 27 aprile 2016 diventa amministratore delegato di SNAM.
Nel corso della sua gestione, Snam si è aggiudicata in consorzio con altre aziende la gara per la privatizzazione di Desfa in Grecia e ha acquisito tre aziende italiane nei settori della mobilità sostenibile (Cubogas), del biometano (IES Biogas) e dell’efficienza energetica (TEP)

## Altri ruoli
Marco Alverà è presidente dal giugno 2017 di GasNaturally, partnership tra associazioni che rappresentano l’industria europea del gas.
È Visiting Fellow dell’Università di Oxford.
Alverà è anche membro del consiglio di amministrazione di S&P Global e della Fondazione Cini di Venezia.
tra i ruoli  risulta essere parte del comitato direttivo del gruppo Bilderberg. 

## Curiosità
Il 13 febbraio 2018 Marco Alverà è stato protagonista di un «Talk of the Day» sulla piattaforma internazionale TED con un intervento basato sull’importanza dell'equità in azienda per favorire la motivazione e il senso di appartenenza.
Con il fratello Giorgio ha dato vita a Fondazione Kenta, in memoria di sua nonna, Kenta Alverà, scrittrice, storica dell’arte e attivista per i diritti delle donne.